# Immateriális javak
A számvitelben immateriális javak a gyűjtőneve az olyan nem anyagi és nem pénzügyi jellegű befektetett eszközöknek, amelyek a vállalkozási tevékenységet közvetlenül és tartósan (egy éven túl) szolgálják.
Egyes fajtái alapvetően olyan kiadás jellegű tételek, amelyek nem térülnek meg egy üzleti éven belül, ezért a számviteli szabályozások bizonyos körülmények között megengedik az eszközzé minősítésüket (= aktiválás).
Fajtái a magyar számviteli törvény szerint:
- Az alapítás-átszervezés aktivált értéke = az új vállalkozás létrehozásával kapcsolatos költségek
- Kísérleti fejlesztés aktivált értéke = az új termékek előállításával kapcsolatos, a jövőben várhatóan megtérülő többletköltségek
- Vagyoni értékű jogok (kivéve az ingatlanokhoz kapcsolódó vagyoni értékű jogokat)  = önállóan forgalomképes jogok
- Szellemi termékek = szellemi alkotások, például találmány, szabadalom, know-how, védjegy, szoftver
- Üzleti vagy cégérték (goodwill) = más cégben való részesedés vásárlásakor a vételár és a vásárolt cég eszközértékének különbözete (amennyivel többet ér a cég egésze az összetevők értékénél).